# Mammillaria uncinata
Mammillaria uncinata är en kaktusväxtart som beskrevs av Joseph Gerhard Zuccarini och Louis Ludwig Karl Georg Pfeiffer. Mammillaria uncinata ingår i släktet Mammillaria och familjen kaktusväxter. Inga underarter finns listade i Catalogue of Life.

## Bildgalleri

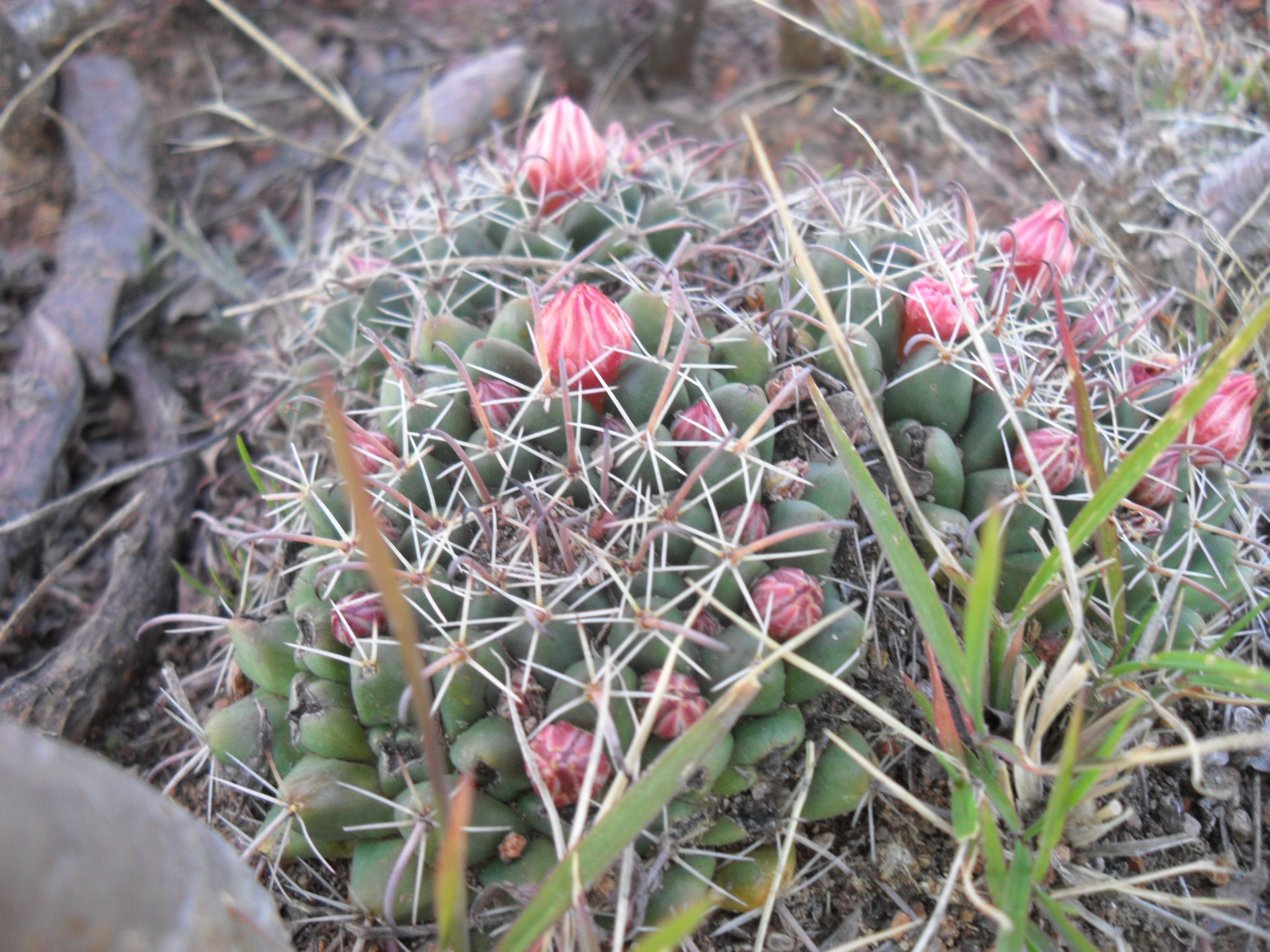